# PVK Olymp Praha
PVK Olymp Praga – czeski klub piłki siatkowej z Pragi. Założony został w 1957 roku pod nazwą Rudá hvězda. Do końca sezonu 1993/1994 posiadał zarówno sekcję męską, jak i kobiecą. Po zakończeniu sezonu 1993/1994 sekcja męska została rozwiązana i pozostała jedynie drużyna kobiet.
Męska drużyna dziewięć razy zostawała mistrzem Czechosłowacji. W sezonie 1977/1978 zdobyła Puchar Europy Zdobywców Pucharów.
Kobieca drużyna ma na swoim koncie dwanaście mistrzostw Czechosłowacji oraz cztery mistrzostwa Czech. Zdobywała także siedmiokrotnie Puchar Czechosłowacji i ośmiokrotnie Puchar Czech. W sezonach 1975/1976 oraz 1979/1980 triumfowała w Pucharze Europy Mistrzyń Krajowych, natomiast w sezonie 1978/1979 w Pucharze Europy Zdobywczyń Pucharów.

## Nazwy klubu
- Rudá hvězda Praha (1953–1990)
- PSK Olymp Praha (1990–1994)
- PVK Olymp Praha (od 1994)

## Sukcesy

### Drużyna męska
- Mistrzostwa Czechosłowacji:
  -  1. miejsce: 1966, 1972, 1982, 1984, 1985, 1986, 1989, 1991, 1992

### Drużyna kobieca
- Mistrzostwa Czechosłowacji:
  -  1974, 1975, 1977, 1979, 1980, 1981, 1984, 1985, 1986, 1987, 1988, 1992
- Mistrzostwa Czech:
  -  1997, 1999, 2005, 2008
- Puchar Czechosłowacji:
  -  1975, 1976, 1977, 1978, 1979, 1980, 1982, 1992
- Puchar Czech:
  -  1996, 1997, 1998, 1999, 2000, 2004, 2005, 2006